# Eivor Martinus
Eivor Martinus, född 30 april 1943 i Göteborg, död 22 mars 2023 i London, var en svensk-brittisk författare, dramatiker och översättare.

## Biografi

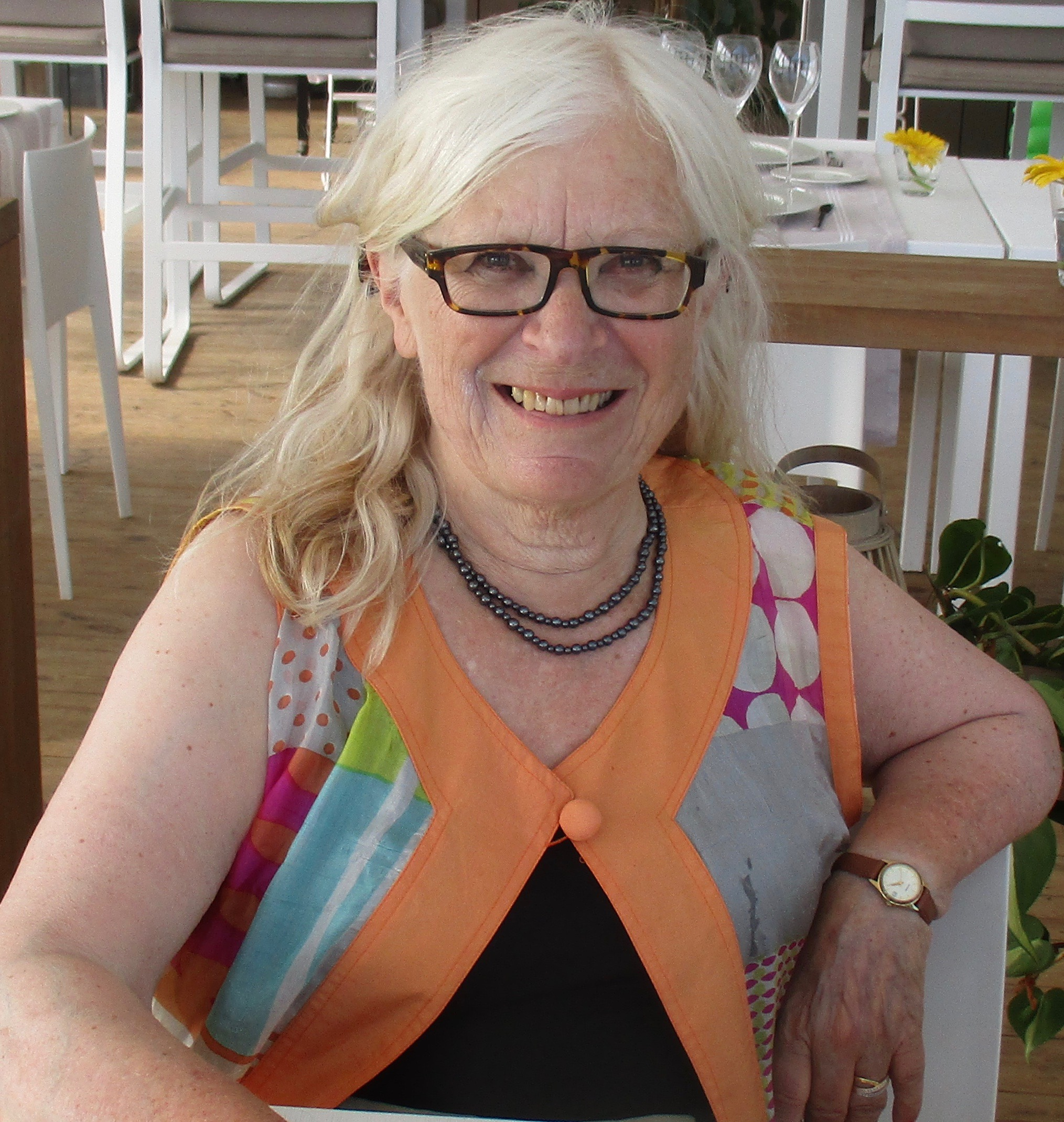
Eivor Martinus vid ett boksläpp i september 2017.

Ruth Eivor Martinus Buitenhuis, med flicknamnet Olausson, växte upp i Högsbo i Göteborg. Efter realskolelinjen på Högre allmänna läroverket för flickor i Göteborg och latinlinjen på Majornas gymnasium började Martinus 1962 läsa engelska på Göteborgs universitet. Studierna avbröts 1963 när hon gifte sig med den engelske regissören Derek Martinus, och året därpå följde hon med sin man till Centralafrika på sex månader. Alltsedan dess har hon bott permanent i London, men tillbringar sedan 1974 somrarna i Blekinge.
År 1960  publicerade Martinus sin första artikel i Göteborgs Handels- och Sjöfartstidning. Under hela 1960-talet skrev hon sedan regelbundet för Göteborgs-Tidningen, Familjespegeln och Teaterronden i Sveriges Radio. Hennes första novell publicerades i tidningen Vi 1962 och i slutet av 1960-talet publicerade hon två noveller i antologierna Kärlek 7 och 10. Hennes första roman, och den ljusnande framtid var vår, kom ut på Rabén & Sjögren 1971. Därefter koncentrerade hon sig på en serie ungdomsromaner under åren 1974 till 1977. Samtidigt återupptog hon sina studier på distans och tog så småningom en Fil kand i engelska och litteraturvetenskap. Vid sidan om studierna undervisade hon i svenska på gymnasienivå vid ett par internationella skolor i London, och hon arbetade i över trettio år på Southbank International School.
På 1970-talet uppfördes hennes första pjäs, You, på engelska. Därefter har Martinus växlat mellan svenska och engelska i sitt skrivande. 1980-talet ägnade hon huvudsakligen åt översättning av svenska romaner och pjäser till engelska, bland annat Mitt liv som hund av Reidar Jönsson och De gåtfulla barrikaderna av Bengt Söderbergh. Från 1985 översatte hon femton pjäser av August Strindberg av vilka tolv gavs ut i bokform och spelades på teatrar både i England och USA. Två av dem gick också som radioteater på BBC. Till svenska översatte hon Volpone av Ben Jonson. Den uppfördes i hennes översättning och bearbetning och i hennes mans regi på Borås stadsteater 1980. Stephen Lowes The ragged trousered philanthropist blev till Den lönsamme trashanken och spelades för utsålda hus i Karlskrona sommaren 1989. Hennes egen pjäs, som handlade om Strindberg och hans andra fru, Frida Uhl, sattes upp av Pia Garde på Strindbergsmuseet 1984 och därefter på en off-off-Broadway teater i New York året därpå. Den svenska titeln var Kvinnohataren och på engelska gick den under namnet The Misogynist.
1990-talets produktion bestod av ett antal bearbetningar och dramatiseringar för BBC och svenska teatrar och år 2001 kom hennes Strindbergsbiografi, Strindberg and Love ut på Amber Lane Press. Sex år senare kom hennes svenska översättning ut på Carlssons bokförlag: Lite djävul, lite ängel, Strindberg och hans kvinnor. Samarbetet med Carlssons förlag fortsatte och 2014 publicerades Martinus biografi om den medeltida drottning Filippa under titeln Barndrottningen Filippa och hennes värld.  År 2016 utgavs I går sjöng näktergalen, en sann historia om kärlek och Alzheimer och våren 2019 gavs memoarboken Hon sjöng på vinden ut på samma förlag.
För övrigt skrev hon ett stort antal recensioner i Swedish Book Review och flera av hennes artiklar har publicerats i olika samlingsvolymer.

## Priser och stipendier
- British Comparative Literature Association, 1:a pris i svenska kategorin, 1993
- Svenska Akademien, 1994
- Sveriges Författarförbund, 1994
- SWEA stipendium 199?
- Fotokopieringsfonden, 1994 och 2017
- Vistelsestipendium till Grez-sur-Loing, 2018
- Flera arbetsstipendier från Sveriges Författarförbund, senast 2016

### Romaner
- och den ljusnande framtid var vår, Rabén & Sjögren, 1971
- Pia och Lotta på äventyr i London, Libris, 1974
- Pia och Lotta som TV-stjärnor, Libris, 1975
- Pia och Lotta i skolan, Libris, 1976
- Pia och Lotta lär sig rida, Libris, 1977

### Biografier
- Strindberg and Love, Amber Lane Press, Oxford, 2001
- Lite djävul, lite ängel, Strindberg och hans kvinnor, Carlssons förlag, 2007
- Barndrottningen Filippa och hennes värld, Carlssons förlag, 2014
- Om Strindberg, (medförfattare i antologi), Norstedts förlag 2016
- I går sjöng näktergalen, Carlssons förlag, 2016
- Hon sjöng på vinden, Carlssons förlag, 2019

### Noveller
- Tidningen Vi, 1967
- Kärlek 7 och 10, 1967 och 1968

### Pjäser
- You, uppförd på Cockpit Theatre, London 1974
- Kvinnohataren, Strindbergsmuseet, 1984
- The Misogynist, Echo Stage Company, New York, 1985
- Armour of Love, Women International Playwrights’ Conference, Ireland, 1996

### Översättningar av dramatik
Av Strindberg:
- Motherly Love; Pariah; The First Warning, Amber Lane Press, 1987
- Thunder in the air,	Absolute Press, 1989
- The Great Highway, Absolute Press,1990
- Chamber Plays,   Absolute Press, 1991, reprinted by Amber Lane Press, 2004
- After the Fire
- The Pelican
- The Ghost Sonata
- The Black Glove
- The Father; Lady Julie; Playing With Fire, Amber Lane Press, 1998

Samtliga Strindbergspjäser är uppförda på scener i England och i USA och utgivna i bokform i England av förlagen Amber Lane Press och Absolute Press.
- Gertrud av Hjalmar Söderberg, uppförd på BBC World Service, 199?
- Markurell av Hjalmar Bergman, BBC World Service och Chelsea Theatre, 1996
- A Matter of the soul (En själslig angelägenhet) av Ingmar Bergman, BBC Radio 3, 1990 och senare i bokform, New Swedish Plays, 1992
- Barabbas av Pär Lagerkvist, BBC Radio 4, 1993
- Barabbas som föreställning i Svenska kyrkan, London, påsken 2012 och i repris påsken 2014
- A God in disguise  av Hjalmar Gullberg, en föreställning på Guildhall, London, 1996
- One Night in February av Staffan Göthe, 6 x Contemporary plays, 2008,  Swedish Book Review, 1996,  Replay Productions, 2001
- The Crying Policeman av Staffan Göthe
- The Alco Hole av Christina Gottfridsson
- The Dolphin av Gunilla Linn Persson
- A Child of our Time av Margareta Garpe
- League of Youth av Henrik Ibsen, Guildhall School of Music and Drama, 1993
- A Tale of a Manor, Borås Teaterbiennalen, 2009

### Översatta romaner
- My Life as a Dog, (Mitt liv som hund) av Reidar Jönsson, Faber & Faber, 1986
- The Mysterious Barricades, (De gåtfulla barrikaderna) av Bengt Söderberg, med förord av Eivor Martinus, Peter Owen, 1987

### Översättningar och bearbetningar till svenska
- Räven (Volpone)  av Ben Jonson uppfördes på Borås Stadsteater 1980
- Den lönsamme trashanken (The ragged-trousered philanthropist) av Stephen Lowe, UDG-teatern i Blekinge, 1989
- Den kortaste dagen (Mad Forest)  av Caryl Churchill, Malmö Teaterhögskola 1991
- Skomakarens festdag (A Shoemaker’s Holiday) av Thomas Dekker, Gävle Folkteater 1991
- Historien om en soldat,  av Ramuz, Lyckå Kammarmusikfestival, 1992
- Trollflöjten, bearbetning och regi, föreställningen för Lyckå Kammarmusikfestival